# 復興号 (中国高速鉄道)
復興号 (ふっこうごう、簡体字中国語: 复兴号、繁体字中国語: 復興號、英語: Fuxing Hao、CR) は、中国鉄路高速 (CRH) で運用されている中華人民共和国の高速鉄道車両である。中国国内で開発され、同国内の高速鉄道／客運専用路線で運用されている電車形式であり、現在の各形式がそれぞれ時速160、250または350キロで運営する能力を持っており、主に動力分散方式で走行する交流アルミ製列車である。今後、元来の「和諧号」電車、在来線旅客列車を置き換え、高速鉄道、在来線における主力車両としての運用が期待されている。

## 概要
和諧号は中国の高速鉄道網の発展に大きく貢献したものの、様々な国家の高速鉄道技術を吸収した結果、ドアの位置が形式ごとで異なったり、メンテナンス面でも煩雑になっていたりしていた。これらの問題を解消するため、中国標準動車組 (ちゅうごくひょうじゅんどうしゃぐみ、簡体字中国語: 中国标准动车组、繁体字中国語: 中國標準動車組、英語: China Standardized EMU) と呼ばれる中国標準規格の車両を開発する動きがあり、試作車に当たるCRH-0207・CRH-0503が2015年に落成した。
この2編成はCR400AF・CR400BFとして正式採用され、新たに「復興号」という愛称で2017年6月26日に運用開始した。既存の「和諧号」も順次復興号の塗色に塗り替えられる予定となっている。この愛称は習近平総書記 (国家主席) の中華民族の偉大な復興に由来する。なお、CR400型の技術は100%中国が知的財産権を保有していると主張している。同月には最高運転速度200 km/h対応の準高速型で、DJJ2以来となる動力集中式高速鉄道車両であるCR200JもCRシリーズのライナップに加わっている。

## 編成
- CR400AF - 最高速度350km/h対応、8両編成。生産は青島四方機車車輛・青島四方ボンバルディア鉄路運輸設備（中国語版）。
  - CR400AF-A - 16両編成。
  - CR400AF-B - 17両編成[2]。
  - CR400AF-C - ATO付きスマート仕様。
  - CR400AF-G - 寒冷地仕様。
  - CR400AF-Z - スマート仕様。
  - CR400AF-AZ - 16両編成スマート仕様。
  - CR400AF-BZ - 17両編成スマート仕様。
  - CR400AF-S - 技術向上型スマート仕様。
  - CR400AF-AS - 16両編成技術向上型スマート仕様，特別一等席付き。
  - CR400AF-BS - 17両編成技術向上型スマート仕様，特別一等席付き。
  - CR400AF-AE - 16両編成スマート寝台仕様。
- CR400BF - 最高速度350km/h対応、8両編成。生産は長春軌道客車・唐山軌道客車。
  - CR400BF-A - 16両編成。
  - CR400BF-B - 17両編成[2]。
  - CR400BF-C - ATO付き寒冷地スマート仕様。
  - CR400BF-G - 寒冷地仕様。
  - CR400BF-Z - スマート仕様。
  - CR400BF-AZ - 16両編成スマート仕様。
  - CR400BF-BZ - 17両編成スマート仕様。
  - CR400BF-GZ - 寒冷地スマート仕様。
  - CR400BF-S - 技術向上型スマート仕様。
  - CR400BF-AS - 16両編成技術向上型スマート仕様，特別一等席付き。
  - CR400BF-BS - 17両編成技術向上型スマート仕様，特別一等席付き。
  - CR400BF-GS - 技術向上型,寒冷地スマート仕様。
- CR300AF - 最高速度250km/h対応、8両編成。生産は青島四方機車車輛・青島四方ボンバルディア鉄路運輸設備（中国語版）[3]。
- CR300BF - 最高速度250km/h対応、8両編成。生産は長春軌道客車・唐山軌道客車[3]。
- CR200J - 9両(短)18両(長)編成(うち1両(短)または2両(長)は動力車)。生産は唐山軌道客車など。客車8両の編成は座席車で、16両の編成は主に寝台車で構成される。

## 運用状況
2016年11月まで、中国標準動車組として量産先行車5編成 (CRH-0207,0208,0503,0507,0305) が製造される。
2017年1月3日、中国国家鉄道局から製造許可が発給される。型番をCR400AF、CR400BFに定められる。
2017年2月25日より、CR400AFとCR400BFが重連し、北京西と広州南を結ぶG65/68次列车を隔日担当する。7月3日から7月22日京滬高速鉄道で試運転。
2017年6月26日京滬高速鉄道で運用。下りG123次、下りG124次が最初の運用となった。6月30日まで、G123/156次とG155/124次を担当し、7月1日よりG1/G142、G107/G4、G143/G2そしてG3/G12次を担当。
2017年7月27日、京滬高速鉄道において時速350キロで試運転。2017年9月21日のダイヤ改正後、G1/G4、G3/G2、G7/G6、G5/G8、G10/G9、G13/G18、G14/G17が時速350キロ走行に改める。
2017年8月21日より、北京、天津、河北で毎日22.5往復担当。北京南、武清、天津、そして北京西、涿州東、高碑店東、高邑西、保定東、石家荘、邢台東など10駅を結ぶ。
2017年9月29日、広深港高速鉄道で運用。2017年10月上旬のゴールデンウィークでは、毎日5往復運用された。それぞれ広州南－深圳北G9731/9732、G9733/9734、G9735/9736、広州南－長沙南G6110/6119、広州南－岳陽東G6132/1である。2017年10月16日から、福田－北京西G80/79次を担当。
2017年11月20日、杭州を経由する列車ではCR400BFが６編成を担当、それぞれ南京南－温州南G7625、温州南－上海虹橋G7334、上海虹橋－蒼南G7335、G7337、蒼南－上海虹橋G7332、蒼南－南京南G7350次である。
2017年12月28日より、北京西－西安北を担当し、成都東 (西成旅客線経由) 延長運転。北京南－瀋陽G219/220、北京西－南昌西G491/492、北京西－長沙南G83/506、北京西－武漢G517/528 (週末運行)、G557/558、北京西－漢口G509/520、北京南－吉林G383/384、北京南－丹東G395/396、天津西－福州G329/G330、天津西－太原南G2609/G2610、北京西－太原南G91/612/615/626/601/610/613/624、上海虹橋－昆明南G1373/1372、G1375/1374、南京南－南寧東G1503/1504、上海虹橋－長沙南G1341/1356、上海虹橋－厦門北G1655/1658の担当を予定。しかし、車体不足により、一部のみが置き換えられ、その他路線では置き換えが順次なされていた。
2018年2月1日、春節ラッシュに備えるため、上海虹橋－長沙南G1341/1356、上海虹橋－寧波G7502/7527、南京南－南寧東G1503/1504、南京南－麗水G7643次、麗水－上海虹橋G7348、上海虹橋－金華南G7347、金華南－南京南G7644、南京南－上海G7229、上海－蕪湖G7218/9、蕪湖－南京南D5644、上海虹橋－南昌西G4915/4916、杭州東－南昌西G4917/4918を担当。
2018年4月10日、北京と広州を結ぶG19/20、G31/32、G39/40で最高速度350キロで運用。北京上海間３編成、北京合肥間２編成運用される。京滬高速鉄道で運行される列車の８割以上が「復興号」の運用となる。
2018年6月12日、16両CR400BF-AがG7110-G7063-G7272/3で運用。
2018年7月1日のダイヤ改正後、長編成CR400BF-A型３編成が初めて運用。

## ギャラリー

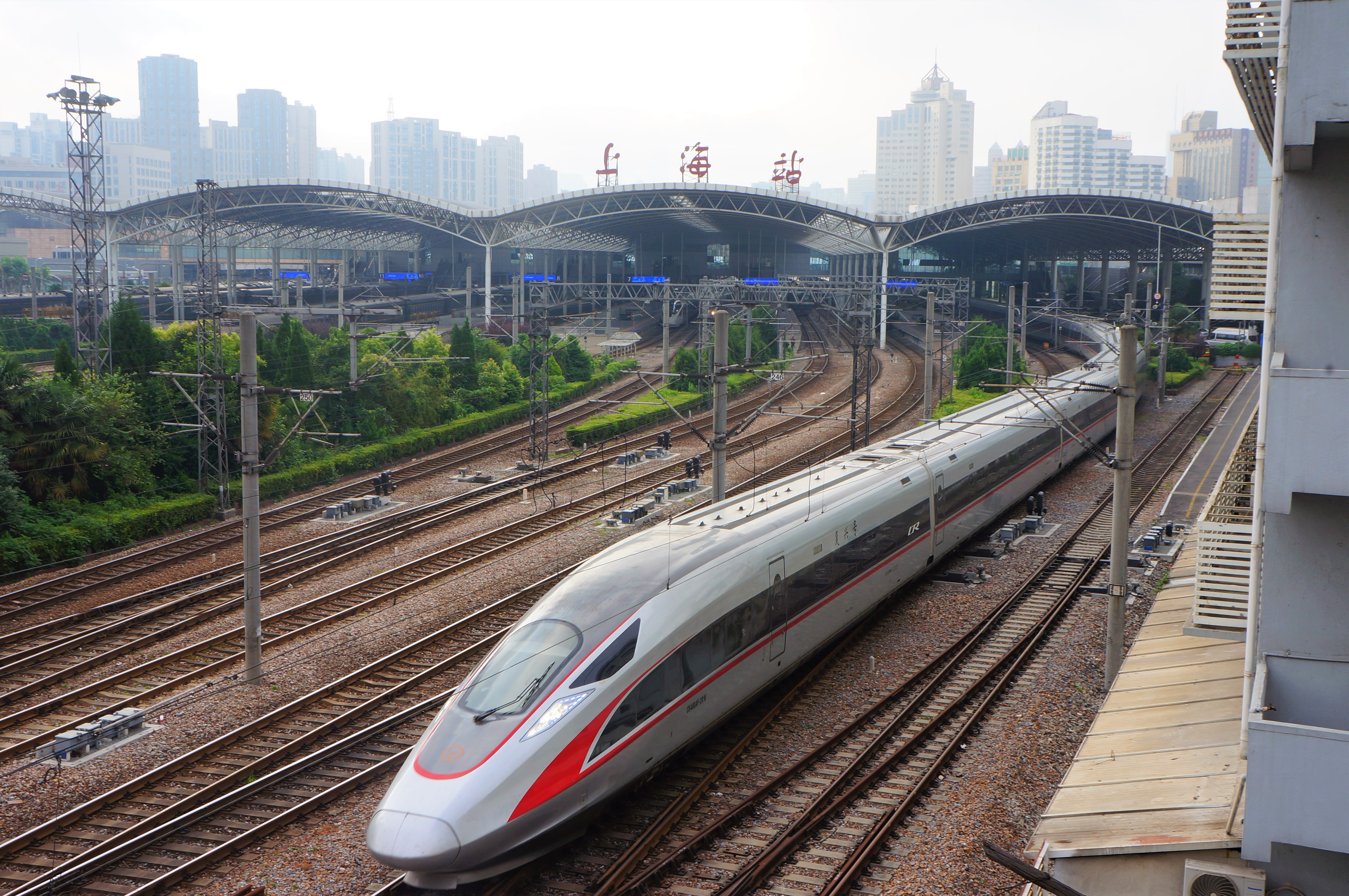
CR400AF
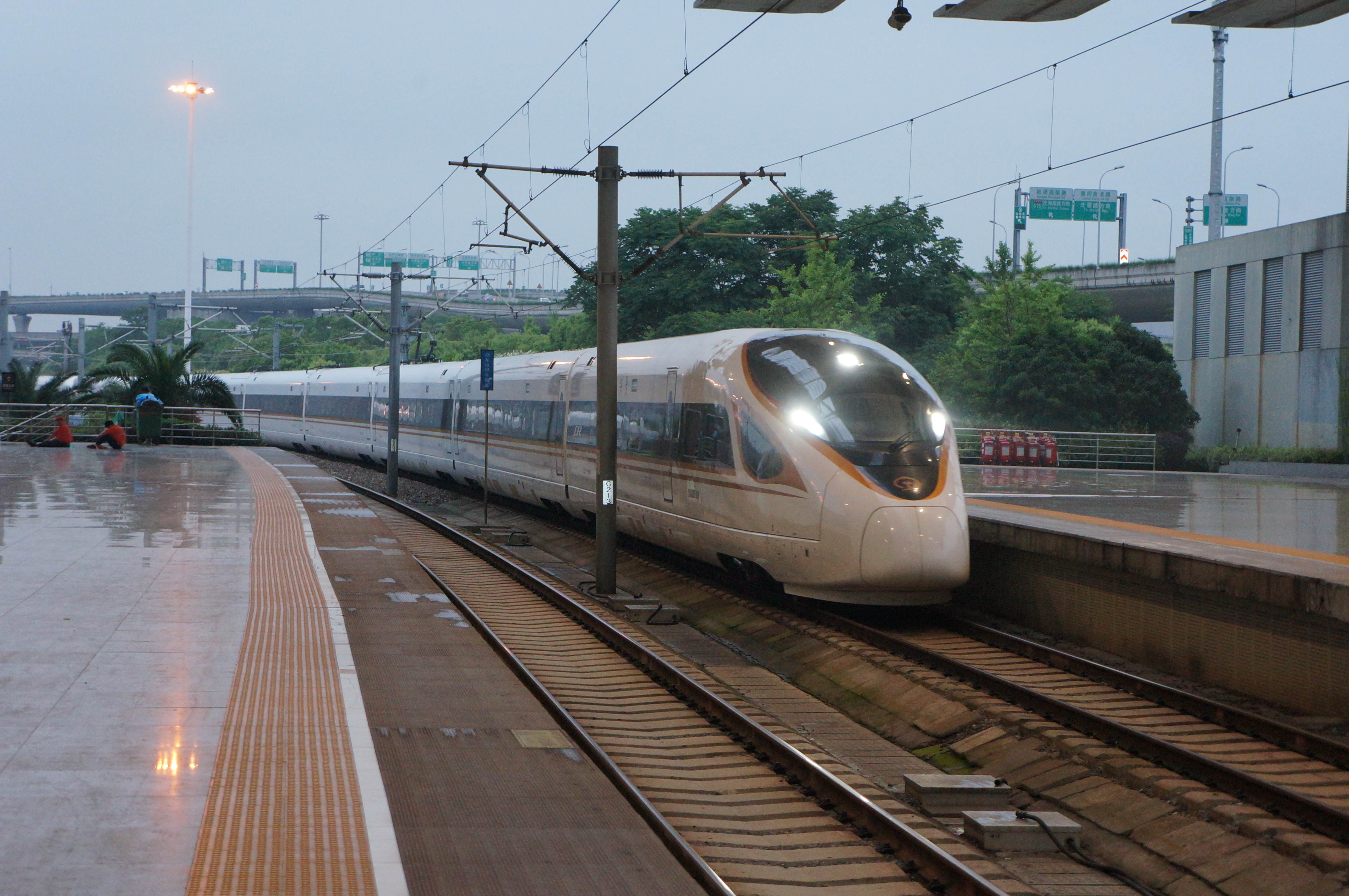
CR400BF
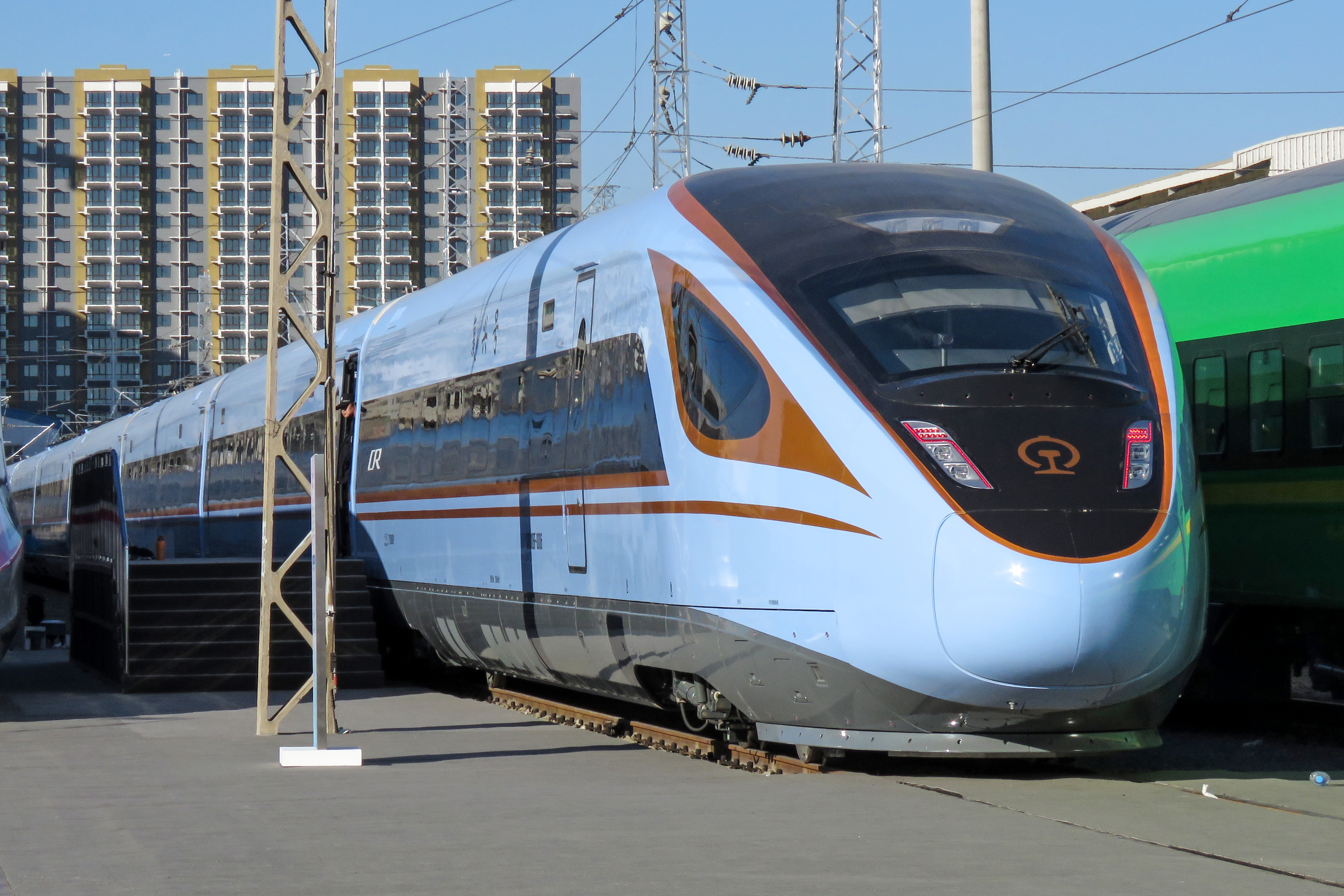
CR300BF
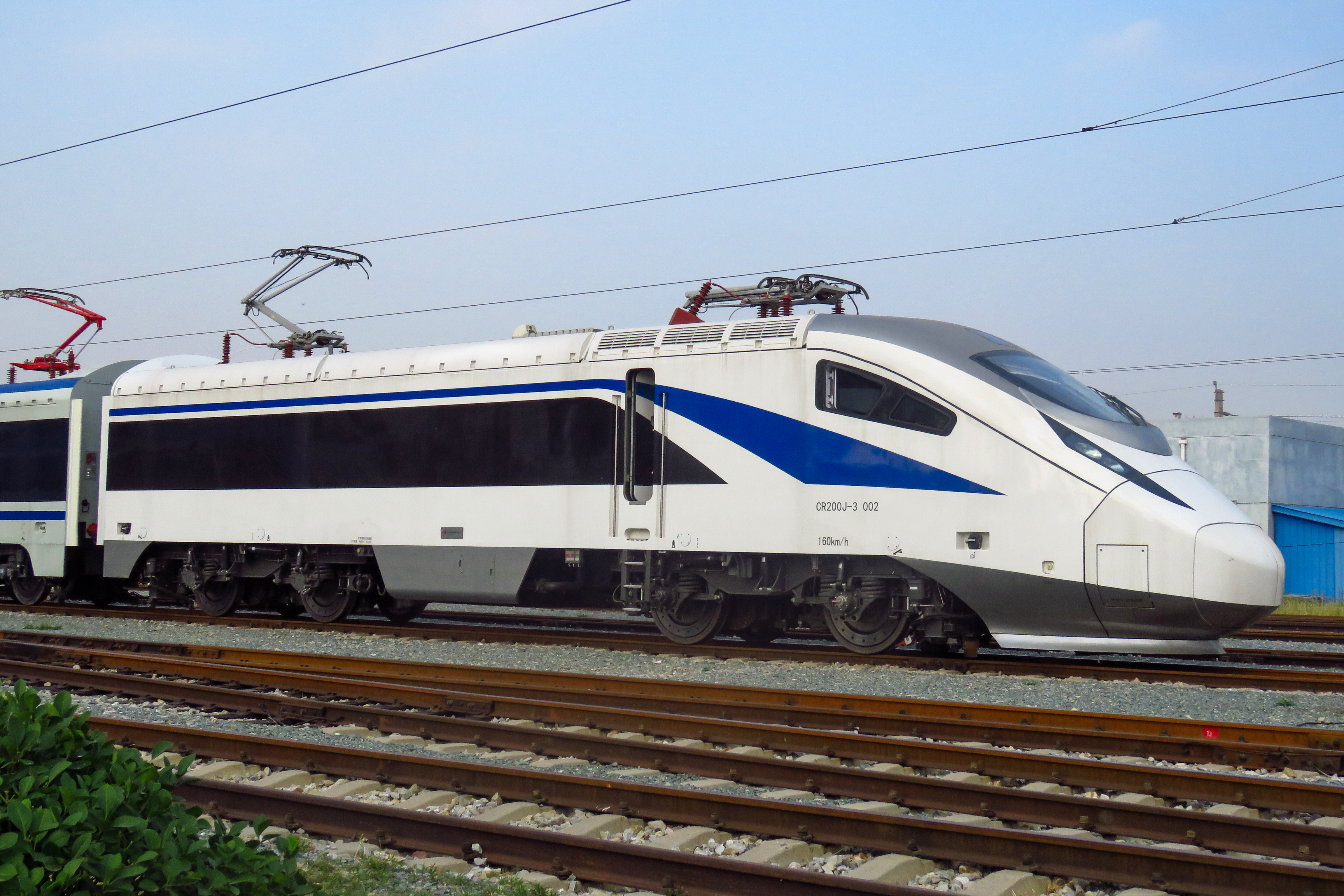
CR200J